# Бурмейстер и Вайн
«Бурмейстер и Вайн» — бывшая копенгагенская судоверфь и производитель судовых двигателей. Основана двумя датчанами — Гансом Генрихом Баумгартеном и Карлом Кристианом Бурмейстером, а также англичанином Уильямом Вайном. В 1980 году преобразована в MAN B&W Diesel A/S — подразделение немецкой корпорации MAN AG.

## История
Ганс Генрих Баумгартен (1806–1875) был родом из Гольштейна, где он выучился на плотника. Затем он работал машинистом в газете «Berlingske Tidende», а после пытался открыть своё дело, и лишь в 1843 году он основал механическую мастерскую в Копенгагене, которая в дальнейшем и стала компанией Burmeister & Wain.
Карл Кристиан Бурмейстер (1821–1898) происходил из бедной семьи, однако закончил Политехнический институт в Копенгагене (ныне Датский технический университет). В 1846 году он устроился в компанию к Баумгартену. Компания выросла и стала называться «Баумгартен и Бурмейстер» (B&B). В 1847 году открылось собственное чугонолитейное производство, в 1848 — выпущен первый собственный паровой двигатель.
В 1854 году компания выпустила первый пароход — S/S Hermod — по заказу Почтово-телеграфной службы. В 1861 году Баумгартен вышел на пенсию, оставшись совладельцем компании. В 1865 году в компанию в качестве нового партнёра взяли английского инженера и замдиректора Датской военно-морской верфи Уильяма Вайна (1819–1882). После этого компания переименовалась в «Бурмейстер и Вайн».